# 索法拉

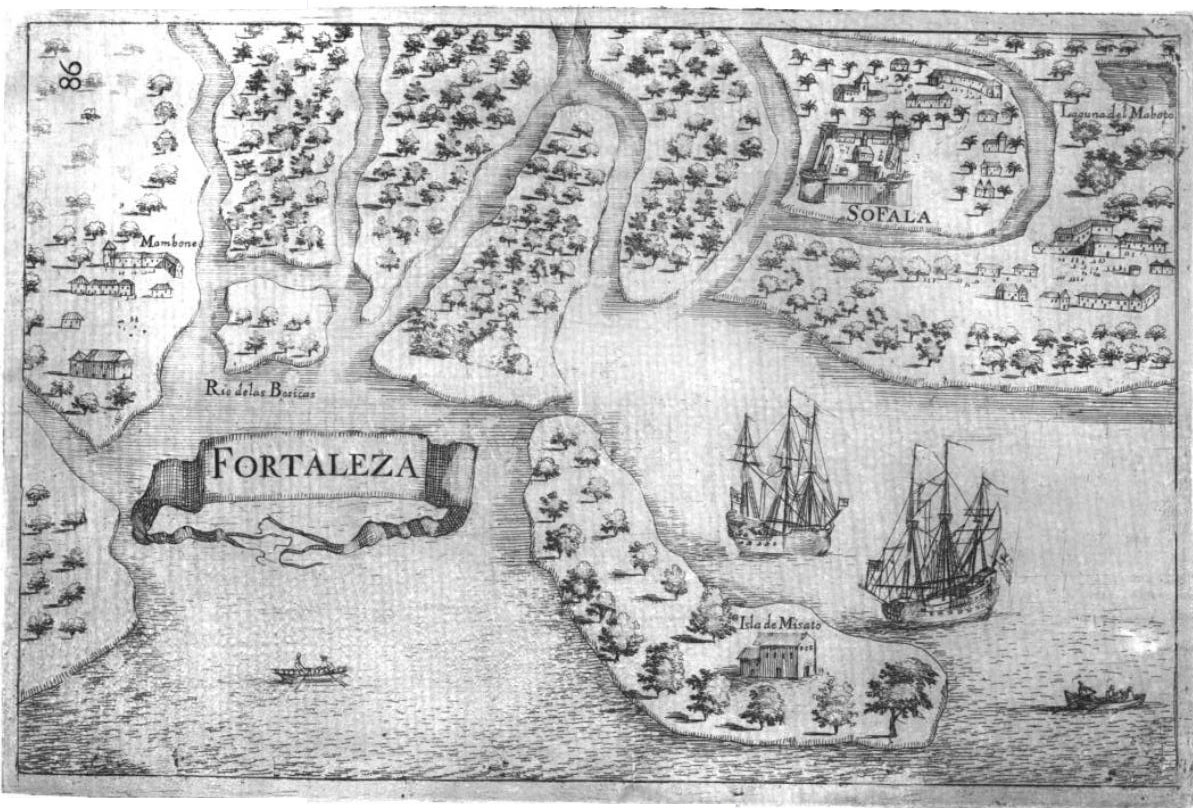
曼努埃尔·德法里亚所著Asia Portuguesa一书钟所描绘的1666年的索法拉

索法拉（英語：Sofala），位于莫桑比克索法拉省布济区，现又称新索法拉（英語：Nova Sofala），曾是姆韦尼·马塔帕王国最大的港口。中国古籍称索法拉为孙剌。

## 历史

### 早期历史

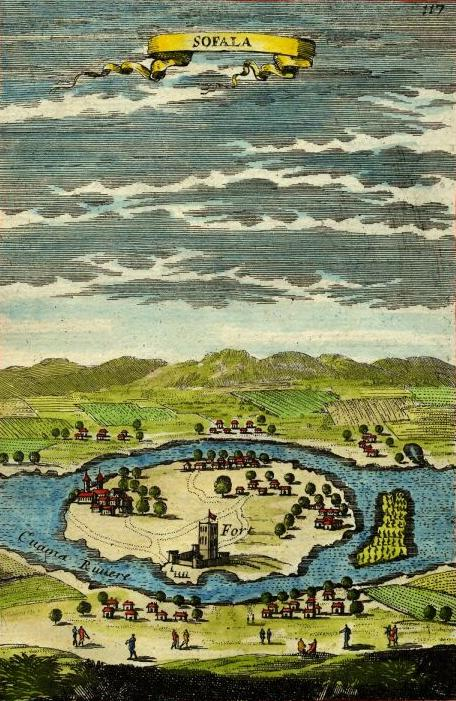
马莱特笔下1683年的索法拉

索法拉坐落于布济河口，溯河而上可深入内陆的商业城市马尼卡以及各个金矿场。约公元10世纪，来自摩加迪沙的索马里商人建立索法拉贸易港，让津巴布韦的黄金接入各个印度洋商路。1180年前后，基尔瓦苏丹苏莱曼·哈桑夺取索法拉。基尔瓦苏丹国的斯瓦希里人使用阿拉伯帆船航行于布济河与萨韦河之上，将腹地的黄金源源不断地运往索法拉，大大提升了索法拉在印度洋贸易网中的地位。16世纪初，姆韦尼·马塔帕王国建立。索法拉被纳入后，随即成为该国对外门户。葡萄牙史学家托梅·洛佩斯将此地认定为圣经中示巴女王治下的俄斐，而奥古斯都·亨利·基恩则认为此地实为他施。

### 葡萄牙殖民时期
1489年，葡萄牙探险家佩罗·达·科维良乔装成阿拉伯商人自陆路抵达索法拉。他是可考的首位抵达索法拉的欧洲人。在发往里斯本的报告中，他将索法拉描述为黄金贸易集散地。1501年，佩德罗·阿尔瓦雷斯·卡布拉尔率领的第二葡萄牙印度舰队从海上确定了索法拉的位置。1502年，佩德罗·阿方索·阿吉拉尔的葡萄牙舰船首次驶入了索法拉港口。阿吉拉尔拜访了索法拉的领导者谢赫优素福。当时，索法拉正忙于解决与基尔瓦的争端。基尔瓦大臣埃米尔·易卜拉欣篡位并谋杀了苏丹福代尔。优素福借此称埃米尔·易卜拉欣得位不正，意图让索法拉脱离基尔瓦的掌控，而远道而来的葡萄牙人会成为他的助力，因此同意与葡萄牙人签订贸易协定与同盟协定。随后1505年，佩德罗·德阿纳亚争取到了在城市周边建立堡垒与工厂的权利。索法拉的圣卡耶塔诺堡成为葡萄牙在东非海岸的第二个堡垒，但好景不长，大部分驻军因疟疾而死。1507年，索法拉指挥官瓦斯科·戈麦斯·德阿布雷乌在占领莫桑比克岛后，将索法拉剩余的驻军、官员移往岛上，索法拉的堡垒被降级为一个普通的哨站。

## 消亡
如果不是因为内陆的金矿，索法拉可能根本不会被斯瓦希里人与葡萄牙人关注。进入索法拉港的河口被一条长长的沙堤阻隔，沙堤的背后是一片浅滩，从海上来的船只仅在涨潮时才能进入港口。索法拉的海岸则是一片红树林沼泽，遍布着死水坑与携带着疟疾的蚊子。葡萄牙舰船几乎无法停靠在这个港口，这也是为什么在索法拉建立据点的短短几年后，葡萄牙人就决定转移去莫桑比克岛上。雪上加霜的是，布济河上游的金矿在葡萄牙人到达这里之前就几乎枯竭，主要的黄金产区已经前往更北部的赞比西河流域，使得索法拉在与新生的克利马内、安戈谢的竞争中落于下风。1890年，随着北侧贝拉城的建立，索法拉仅存的作为区域中心的重要性也消失了。这座曾经繁荣一时的港口很快被放弃，随着布济河河道的震荡摆动，被没入海底。如今的新索法拉地区基本看不到索法拉城的历史遗存。